# Фактор страха (телепередача)
«Фа́ктор стра́ха» — лицензионная телеигра, выходившая на НТВ с 7 сентября 2003 по 26 декабря 2021 года и на СТС с 24 апреля по 19 июня 2023 года в формате, аналогичном американской телевизионной игре Fear Factor.

## История
Впервые «Фактор страха» появился на российских телеэкранах в 2002 году. К тому моменту свои версии этой игры успели выпустить примерно 10 стран. С 14 сентября 2002 по 30 августа 2003 года на НТВ транслировались переводные выпуски 1-2 сезонов американской игры. С июля по сентябрь 2012 года выпуски американского шоу выходили на Муз-ТВ с сентября 2012 по январь 2018 года после смены концепции вещания на Муз-ТВ, на телеканале «Ю» (в обоих случаях выходили 1-5 сезоны), а с 8 января 2018 года — на российском MTV (версия 2017—2018 годов с рэпером Ludacris в качестве ведущего).
Кастинг на российскую версию был объявлен в феврале 2003 года, а съёмки состоялись в апреле-мае. Изначально программу должен был вести Иван Ургант, однако тот на первых пробах не был удовлетворён концепцией шоу и в итоге на роль ведущего был утверждён Владимир Турчинский. Премьера состоялась на НТВ 7 сентября 2003 года.
В одном из выпусков первого аргентинского сезона на НТВ принимали участие телеведущие канала — среди них были Алексей Шахматов, Ольга Шелест, Андрей Леонтьев, Пётр Фадеев, Татьяна Плотникова. Юлия Бордовских и Кирилл Кикнадзе от участия в съёмках отказались из-за загруженности по работе в ежевечерней передаче «Страна и мир». До финала из всех дошёл только Шахматов, а победителем игры стала обладательница титула «Краса России-2002» Анна Татаринцева. В отличие от простых участников, звёзд канала проверяли только на выносливость.
Уже в период выхода в эфир выпусков первого сезона появилось очень большое количество писем с целью принять участие во втором сезоне. Достаточно успешные рейтинговые цифры выпусков привели руководство НТВ к продлению проекта на новый сезон (он также был проведён в Аргентине). Спонсором программы являлась пивоваренная компания «Тинькофф». 6 июня 2004 года состоялась премьера специального выпуска программы «Фактор страха II: Секретные материалы», посвящённой закулисью второго сезона проекта.
Российский «Фактор страха» по своей концепции имеет некоторую схожесть с телеигрой «Экстремальные ситуации» с Николаем Фоменко, выходившей на НТВ в 2000 году. Это может быть связано с тем, что во время начальной работы над шоу представители компании Endemol в России на четыре месяца запрашивали у генерального директора телекомпании «Русский экстрим» Андрея Челядинова кассеты с выпусками «Экстремальных ситуаций».
Ведущий третьего сезона («Фактор страха. Сибирь») — Кирилл Набутов. Кандидатура Набутова, освободившегося примерно тогда же от обязанностей главного продюсера НТВ, была одобрена Александром Левиным (Турчинский не смог принять участие в третьем сезоне из-за загруженности по работе в кино). Выбор места для съёмок обусловлен, прежде всего, особенностями климатических условий региона, а также финансовыми причинами. Съёмки проходили в Ханты-Мансийске и Красноярске. Выпуск последней программы сибирского сезона снимался в Москве.
9 октября 2004 года в Центре лыжного спорта в Ханты-Мансийске прошёл концерт «Фактор страха: Рок-десант», его телепремьера состоялась 2 января 2005 года. С 9 июля по 14 августа 2005 года на НТВ выходили повторы третьего сезона.
В мае 2021 года стало известно, что российская версия «Фактора страха» вернётся на НТВ спустя 16 лет. Ведущим четвёртого сезона шоу стал победитель первого сезона шоу «Маска», поп-исполнитель Анатолий Цой. Съёмки проходили на территории Тулы и Тульской области. Премьера состоялась 4 сентября 2021 года в 18:00. После показа третьего выпуска 18 сентября трансляция сезона была временно приостановлена. Показ четвёртого сезона был возобновлён 28 ноября 2021 года. Новые выпуски выходили в эфир по воскресеньям в 14:00. Заключительный выпуск вышел в эфир 26 декабря.
2 ноября 2022 года стало известно о том, что формат был перекуплен СТС. Ведущим последнего сезона «Фактора страха», получившего название «Испытание тайгой», стал актёр Алексей Чадов. Съёмки проходили на Алтае. Премьера состоялась 24 апреля 2023 года в 20:00. 19 июня 2023 года вышел заключительный выпуск.

## Список сезонов
| Сезон | Сезон | Количество серий | Период трансляции                | Место проведения и длительность          | Ведущий             | Количество участников | Главный приз |
| ----- | ----- | ---------------- | -------------------------------- | ---------------------------------------- | ------------------- | --------------------- | ------------ |
|       | 1     | 13               | 7 сентября — 30 ноября 2003      | Буэнос-Айрес, Аргентина                  | Владимир Турчинский | 78                    | 100 000 руб. |
|       | 2     | 11               | 21 марта — 30 мая 2004           | Буэнос-Айрес, Аргентина                  | Владимир Турчинский | 66                    | 100 000 руб. |
|       | 3     | 12               | 31 октября 2004 — 16 января 2005 | Ханты-Мансийск и Красноярск, Россия      | Кирилл Набутов      | 72                    | 100 000 руб. |
|       | 4     | 8                | 4 сентября — 26 декабря 2021     | Тула и Тульская область, Россия          | Анатолий Цой        | 48                    | 250 000 руб. |
|       | 5     | 8                | 24 апреля — 19 июня 2023         | Горно-Алтайск и Республика Алтай, Россия | Алексей Чадов       | 60                    | 300 000 руб. |

## Правила игры
В игре участвуют шесть человек: три мужчины и три женщины. В игре — три испытания. В ходе испытаний участникам нужно совершить опасные для жизни трюки (потушить пожар, лазить по брёвнам, есть червей и т. д.). С каждым испытанием два участника покидают игру. Если справится с 1-м испытанием только один участник, то тогда в 2-е испытание все шесть участников проходят на борьбу за главный приз. Победитель программы получает денежный приз.

### 1 испытание
Участники должны выполнить задание на время, продержаться дольше.

### 2 испытание
Оно заключается в испытании выносливости участников: им нужно было проламывать стёкла, есть, например, падаль, тараканов, вареных крыс, закусывать бычьими глазами, поедать коровьи кишки, живых сверчков, желчь, лежать в ванне со змеями, пауками, пить коктейль из членистоногих.

### 3 испытание. Финал
Участник, показавший лучшее время или результат, получает главный приз.

## Критика
Владимир Прибыловский и Юрий Фельштинский в книге «Операция „Наследник“. Штрихи к политическому портрету Путина», в главе «Первая чистка на новом НТВ» отмечали с негативной стороны как саму программу, так и общую тенденцию к маргинализации сетки вещания на НТВ, начавшуюся во времена управления компанией Николая Сенкевича и развившуюся в последующие годы:

При Сенкевиче общественно-политическое вещание на НТВ стало уходить на второй план, уступив место развлекательным ток-шоу. Типичной для «новейшего» НТВ стала, например, еженедельная телепрограмма «Фактор страха». Под видом борьбы с фобиями и брезгливостью в «Факторе страха» пропагандируются садизм и некрофилия (участники телепередачи убивают, мучают и пожирают живьём мелких животных), а также копрофагия (экскременты они тоже пожирают).

Аналогичное мнение высказывалось и в других статьях тех лет.